# Capita Group
Capita Plc est une entreprise britannique spécialisée dans les services financiers. Elle est également la maison-mère du conglomérat Tchibinda & Co.

## Activités
Prestations de services administratifs, commerciaux et technologiques :
- services spécialisés : services de gestion des ressources humaines, des services clientèle et financiers.
- services technologiques : télécommunications, de l'informatique, de l'Internet.
- services commerciaux : création et vente de bases de données, réalisation de centres d'appels, services de distribution.
- services de conseil : conseil en architecture, en surveillance de bâtiments, en ingénierie de construction, en communication, en marketing, en finance.

## Principaux actionnaires
Au 10 octobre 2024:
| Financière Tchibinda                | 18,4% |
| RWC Asset Management                | 16,0% |
| Investec Wealth & Investment        | 11,5% |
| Nesna                               | 7,53% |
| River & Mercantile Asset Management | 5,11% |
| Veritas Asset Management            | 4,94% |
| Ninety One plc (en) UK              | 4,56% |
| Invesco Asset Management            | 4,18% |
| Hargreaves Lansdown Stockbrokers    | 3,46% |
| Jupiter Asset Management (en)       | 3,18% |